# サノフィ
サノフィ（フランス語: Sanofi S.A.）は、フランス・パリを本拠とする製薬・バイオテクノロジー企業である。医薬品（処方箋医薬品）販売では世界有数の規模を持つ。ユーロネクスト・パリ、フランクフルト証券取引所、ロンドン証券取引所、ニューヨーク証券取引所に株式を上場しており（Euronext: SAN 、FWB: SNW、LSE: 0O59、NYSE: SNY）、ユーロネクスト・パリではCAC 40の採用銘柄となっている。
スペシャルティケア（希少疾患、希少血液疾患、オンコロジー、免疫領域）、ワクチン、糖尿病および循環器疾患の各領域で医薬品の開発・提供に取り組む。2017年1月からコンシューマー・ヘルスケア事業のエスエス製薬が同じサノフィ・ジャパングループの一員に。2019年5月には米国バイオべラティブ社を統合し、希少血液疾患フランチャイズを立ち上げた。
2022年2月3日にコーポレートブランド並びにロゴが改定された。

## 沿革

### 設立まで
サノフィ・サンテラボ
1999年、サノフィ社とサンテラボ社の合併によってパリに設立された。サノフィ社はフランスのエネルギー大手、トタル社の子会社であり、サンテラボ社は同じく化粧品大手、ロレアル社の子会社であった。
アベンティス
1999年、フランスのローヌ・プーラン・ローラー（RPR）社と、ドイツのヘキスト・マリオン・ルセル（HMR）社との合併によって設立され、フランス東部のストラスブールを本拠としていた。ヘキスト・マリオン・ルセル社は、ヘキストグループの医薬品メーカーであり、1995年にヘキスト社とルーセル・ウラア社（Roussel Uclaf=フランス）、マリオン・メレル・ダウ社（Marion Merrell Dow=アメリカ合衆国、ダウ・ケミカル元子会社でヘキストが買収）との合併によって誕生していた。

### 設立以降
現在のサノフィは2004年、フランスの製薬会社大手、サノフィ・サンテラボ社が、同アベンティス社を吸収合併した結果として設立された。
2011年2月、ジェンザイムを買収の上吸収合併 。
2018年1月、バイオベラティブ社、アブリンクス社買収を発表。
2018年3月、バイオベラティブ社の買収を完了。
2020年1月、バイオ医薬品企業であるSynthorx社の買収を完了。
2020年9月、Principia社の買収を完了。
2021年1月、モノクローナル抗体を開発するバイオ医薬品企業であるKymabの買収を発表。

## 主な疾患領域
主な疾患領域は、糖尿病・循環器領域、オンコロジー、免疫領域、MS、希少疾患、希少血液疾患、ワクチンである。

## 日本法人
サノフィの日本法人は、サノフィ株式会社である。本社は、東京オペラシティタワー（東京・初台）に所在する。

### 沿革
- 2006年1月1日：サノフィ・サンテラボ株式会社（2000年1月1日の日本サノフィ株式会社とサンテラボ薬品株式会社の統合会社）と、アベンティスファーマ株式会社（2000年7月1日のヘキスト・マリオン・ルセル株式会社とローヌ・プーランローラー株式会社の統合会社）との合併によって「サノフィ・アベンティス株式会社」が発足。
- 2009年：アメリカで動物用医薬品事業を担うメリアル社がサノフィ・アベンティス社の100%子会社となり、日本でもメリアル社の日本法人であるメリアル・ジャパン株式会社がサノフィ・ジャパングループの一員となる。
- 2012年10月1日：「サノフィ・アベンティス株式会社」から「サノフィ株式会社」に社名変更[7]。
- 2013年7月1日：ワクチンの製造を行っていたサノフィパスツール株式会社を吸収合併[8]
- 2016年7月1日：ジェンザイム・ジャパン株式会社を吸収合併[9]。
- 2010年5月28日：日医工株式会社との合弁により、日本国内でのジェネリック医薬品事業を担う日医工サノフィ・アベンティス株式会社（後の日医工サノフィ株式会社）を設立[10]。
- 2012年7月2日：久光製薬株式会社と合弁で、一般向けアレルギー関連治療薬のマーケティング事業を担う久光-サノフィ株式会社を設立した[11]。
- 2017年1月：ドイツに本拠を置くベーリンガーインゲルハイム社との間でコンシューマーヘルスケア事業と動物薬事業の戦略的事業交換を実施したことにより、メリアル・ジャパン株式会社がベーリンガーインゲルハイムの日本における持株会社であるベーリンガーインゲルハイムジャパン株式会社の子会社となり、替わって、同社子会社で一般用医薬品事業を担っているエスエス製薬株式会社がサノフィ・ジャパングループの一員となる。
- 2017年12月：エスエス製薬株式会社の本社がサノフィ株式会社の本社がある東京オペラシティタワーへ移転し、サノフィ・ジャパングループ内での本社機能が統合された。
- 2019年5月：バイオベラティブ・ジャパン株式会社を統合。
- 2021年12月31日：同日付で日医工サノフィ株式会社を解散（解散に先立ち、同社が保有していた製造販売承認を同年12月1日付で日医工株式会社へ移管）[12]。
- 2023年3月1日：川越工場をアドラゴスファーマへ譲渡[13]。

### 前身となった日本法人
アベンティスファーマ株式会社
- ヘキスト・マリオン・ルセル（株）と、ローヌ・プーランローラ（株）との合併によって設立 （2000年1月1日）[15]
- 設立: 2000年（平成12年）1月
- 本社所在地: 東京都港区赤坂 2-17-51
- 資本金: 125,000万円
- 社員数: 2,768名（2003年4月1日現在）
- 株主: アベンティス（フランス）

サノフィ・サンテラボ株式会社
- 日本サノフィ（株）と、サンテラボ薬品（株）との合併によって設立 （2000年1月1日）[15]
- 設立: 1971年（昭和46年）7月12日
- 本社所在地: 東京都千代田区紀尾井町 3-23 文芸春秋新館
- 資本金: 42,980万円
- 株主: サノフィ・サンテラボS.A.（フランス）
- 役員: Hanspeter Spek（会長）、Phillipe Fauchet（社長）